# برنهارد كلاين
برنهارد كلاين (بالألمانية: Bernhard Klein)‏ هو ملحن ألماني، ولد في 6 مارس 1793 في كولونيا في ألمانيا، وتوفي في 9 سبتمبر 1832 في برلين في ألمانيا.

## وصلات خارجية
- برنارد كلاين على موقع ميوزك برينز (الإنجليزية)
- برنارد كلاين على موقع ديسكوغز (الإنجليزية)